# ڵ
Lām petit v suscrit ‹ ڵ › est une lettre additionnelle de l’alphabet arabe qui est utilisée dans l’écriture du kurde sorani ou du gojri et était utilisée dans l’écriture du bosniaque avec l’arebica. Elle est composée d’un lām ‹ ل › diacrité d’un petit v suscrit.

## Utilisation
En kurde sorani, ‹ ڵ › représente une consonne spirante latérale alvéolaire voisée pharyngalisée [lˁ]. Elle est aussi parfois écrite lām point suscrit ‹ ڶ ›, avec un point suscrit au lieu du petit v suscrit.
En bosniaque écrit avec l’arebica, ‹ ڵ › représente une consonne spirante latérale palatale voisée [⁠ʎ⁠].